# Christophe Gans
Christophe Gans (Antibes, 11 de Março de 1960) é um diretor francês, escritor e produtor, especializado em filmes de terror e fantasia. É casado com Myriam Charleins.

## Biografia
Quando adolescente, ele gastava muito do seu tempo criando filmes de kung-fu com seus amigos. Mais tarde, ele passou a freqüentar uma escola francesa de filmes, onde ele criou o seu primeiro curta, intitulado de Silver Slime. Houve uma época em que ele passou bastante tempo na co-direção do seu primeiro filme, chamado Necronomicon.
O seu terceiro filme Le Pacte des Loups foi um sucesso, arrecadando mais de 70 milhões de dólares nas bilheterias em todo o mundo. Com este filme, Gans se tornou um diretor conhecido por fazer filmes visualmente impressionantes. Um filme que ele adorou criar foi a adaptação do jogo de video game Silent Hill.

## Projetos futuros
Atualmente, Gans está escrevendo e dirigindo a adaptação do jogo de Video game da Capcom Onimusha. Ele também está em negociação (com Samuel Hadida como produtor) para adaptar outro jogo de video game da Konami. Ele já foi contratado para dirigir a seqüência de Silent Hill.

## Filmografia
- Silver Slime (1981)
- The Drowned segmento de Necronomicon (1993)
- Crying Freeman (1995)
- Le Pacte des Loups (2001)
- Silent Hill (2006)
- A Bela e a Fera (2014)
- Return to Silent Hill (2026)

## Curiosidades
- Christophe Gans é um fã de video games. Ele já disse que gasta um quarto da sua vida jogando estes jogos.
- O jogo de video game favorito de Gans é Silent Hill 2.
- Ele é o fundador da revista francesa Starfix.
- Ele é um grande amigo do também escritor Roger Avary.
- É conhecido por ter uma sabedoria enciclopédica de filmes.
- Christopher e sua esposa não gostam de gatos e não gostam que pessoas deem o nome dele em felinos.